# Een bossie rooie rozen
Een bossie rooie rozen is een single van de Nederlandse zanger Alex uit 2000. 

## Achtergrond
Een bossie rooie rozen is geschreven door Édith Piaf, Luis Guglielmi, Hans de Witt en Bas Fortgens en geproduceerd door Frank Pels. Het is een bewerking van het lied La Vie en rose van Piaf. Het lied van Alex is een carnavalskraker waarin hij zingt over zijn relatie, waarin hij een bosje rode rozen voor zijn geliefde meeneemt. B-kant van de single is Nooit komt die tijd terug, geschreven door H.G. Bultman en Cornelis Aaftink. 

## Hitnoteringen
Het lied werd mede doordat het veel door Edwin Evers bij Radio 538 en bij het tv-programma De Bus veel werd gedraaid een grote hit in Nederland. Het piekte op de achtste plaats in de Mega Top 100 en was twintig weken in deze hitlijst te vinden. In de Top 40 was de vijftiende plaats de piekpositie in de zes weken dat het in deze lijst stond. 

## Cover
Het lied werd in 2008 door Johan Vlemmix bewerking naar een lied met de titel Een bussie vol met Polen!. Deze versie had bescheiden successen in de Nederlandse hitlijsten. 